# Donnie Yen-filmográfia
Donnie Yen hongkongi színész kritikai szempontból legsikeresebb filmjei a Hős, a Kínai történet 2., az Ip Man, az Ip Man 2. és a Vasmajom. A legtöbb negatív kritikát kapott a Hegylakó 4. – A játszma vége és A hét kard legendája.
Bevétel szempontjából a legsikeresebb film, amiben Yen szerepelt a Hős, 177 millió dollárral. Főszerepei közül a legsikeresebb az Ip Man és annak folytatása. Az Ip Man 2008 nyolcadik legsikeresebb filmje volt bevétel szempontjából Hongkongban, összesen pedig $21 888 598 dollárt jövedelmezett annak ellenére, hogy sem az Egyesült Államokban, sem Európában nem mutatták be. Az Ip Man 2 összesen 49 millió dollárt jövedelmezett. Ezeket követi Yen 2011-es filmje, a Legend of the Fist – The Return of Chen Zhen 26,5 millió dolláros bevétellel.

## Filmek
| Év   | Magyar cím Angol - Egyszerűsített kínai cím (kiejtés)                          | Szerep                                            | Magyar hangja        | Rendező                                                        | Megjegyzés |
| ---- | ------------------------------------------------------------------------------ | ------------------------------------------------- | -------------------- | -------------------------------------------------------------- | --- |
| 2024 | The Prosecutor (誤判)                                                          | Fok Chi-ho                                        |                      | Donnie Yen                                                     | coproducer is |
| 2023 | John Wick: 4. felvonás John Wick: Chapter 4 - 約翰威克: 第 4 章                | Caine                                             | Takátsy Péter        | Chad Stahelski                                                 | |
| 2023 | John Wick: 4. felvonás John Wick: Chapter 4 - 約翰威克: 第 4 章                | Caine                                             | Láng Balázs          | Chad Stahelski                                                 | |
| 2020 | Enter the Fat Dragon 肥龍過江                                                  | Fallon Zhu                                        |                      | Vóng Cing (Wong Jing)                                          | |
| 2020 | Mulan Mulan - 花木兰                                                           | Tang parancsnok                                   | Csankó Zoltán        | Niki Caro                                                      | |
| 2019 | Ip Man 4. – Finálé Ip Man 4: The Finale - 葉問4                                | Jíp Man (Yip Man)                                 | Markovics Tamás      | Wilson Yip                                                     | |
| 2018 | Big Brother - 大師兄                                                           | Henry Chen Xia / Chan Hak                         |                      |                                                                | |
| 2018 | Iceman: The Time Traveller - 冰封俠：時空大戰                                  | Ho Ying                                           |                      |                                                                | |
| 2017 | Kung sou tao (Gong Shou Dao) - 功守道                                          | Yen mester                                        |                      | Ven Csang (Wen Zhang)                                          | |
| 2017 | Chasing the Dragon - 追龍                                                      | Crippled Ho                                       |                      | Vóng Cing (Wong Jing) Jason Kwan                               | |
| 2017 | XXx: Újra akcióban xXx: Return of Xander Cage                                  | Xiang / xXx                                       | Rajkai Zoltán        | D. J. Caruso                                                   | |
| 2016 | Zsivány Egyes – Egy Star Wars-történet Rogue One: A Star Wars Story            | Chirrut Îmwe                                      | Kassai Károly        | Gareth Edwards                                                 | |
| 2016 | Crouching Tiger, Hidden Dragon: Sword of Destiny - 臥虎藏龍：青冥寶劍          | Néma Farkas                                       |                      | Jűn Vó-pheng                                                   | |
| 2015 | An Inspector Calls - 浮華宴                                                    | Pop Quadruplet                                    |                      | Raymond Wong, Herman Yau                                       | Cameoszerep |
| 2015 | Ip Man – A védelmező Ip Man 3 - 葉問3                                          | Ip Man                                            | Háda János           | Wilson Yip                                                     | |
| 2014 | Mestergyilkos Kung Fu Jungle - 一個人的武林                                    | Ha Hou-mou                                        | Fekete Zoltán        | Teddy Chan                                                     | akciórendező |
| 2014 | Iceman - 冰封俠：重生之門                                                      | He Ying                                           |                      | Lo Ving-chőng (Law Wing-cheung)                                | akciórendező |
| 2014 | The Monkey King - 西遊記之大鬧天宮                                             | Szun Vu-kung (Sun Wukong) / Majomkirály           |                      | Ceng Pou-szöu (Cheang Pou-soi)                                 | akciórendező |
| 2014 | Golden Chicken 3 - 金雞SSS                                                     | Yip mester                                        |                      | Matt Chow                                                      | |
| 2013 | Special ID - 特殊身份                                                          | Dragon Chan                                       |                      | Clarence Fok                                                   | akciórendező |
| 2013 | Together - 在一起                                                              | Mr. Cool                                          |                      | Clarence Fok                                                   | |
| 2012 | All's Well, Ends Well 2012 - 八星抱喜                                          | Carl Tam                                          |                      | Chan Hing-ká (Chan Hing-ka) (陳慶嘉), Janet Chun               | |
| 2011 | All's Well, Ends Well 2011 - 最強囍事                                          | Arnold Cheng                                      |                      | Chan Hing-ká (Chan Hing-ka), Janet Chun                        | |
| 2011 | Wu Xia - 武俠                                                                  | Liu Csin-hszi / Tang Lung (Liu Jinxi / Tang Long) |                      | Peter Chan                                                     | akciórendező |
| 2011 | Az elveszett kardforgató The Lost Bladesman - 關雲長                           | Kuan Jü (Guan Yu)                                 | Rajkai Zoltán        | Alan Mak, Felix Chong                                          | akciórendező |
| 2010 | Az ököl legendája Legend of the Fist: The Return of Chen Zhen - 精武風雲－陳真 | Csen Csen                                         | Csík Csaba Krisztián | Andrew Lau                                                     | akciórendező |
| 2010 | Ip Man – A nagymester Ip Man 2 - 葉問2:宗師傳奇                                | Jíp Man (Yip Man)                                 | Háda János           | Wilson Yip                                                     | |
| 2010 | 14 penge 14 Blades - 錦衣衛                                                    | Csinglung (Qinglong)                              | Láng Balázs          | Daniel Lee                                                     | |
| 2009 | Testőrök és gyilkosok Bodyguards and Assassins - 十月圍城                      | Sen Csung-jang (Shen Chongyang)                   | Láng Balázs          | Teddy Chan                                                     | akciórendező |
| 2009 | All's Well, Ends Well 2009 - 家有喜事2009                                      | Esküvői vendég                                    |                      | Vincent Kok                                                    | |
| 2009 | The Founding of a Republic - 建國大業                                          | Tien Han                                          |                      | Huang Csien-hszin (Huang Jianxin), Han Szan-ping (Han Sanping) | alternatív cím Csien Kuo Ta Je (Jian Guo Da Ye) alternatív cím Founding of a Nation alternatív cím Lofty Ambitions of Nation Building |
| 2008 | A yan királysága An Empress and the Warriors - 江山美人                        | Murong Xuehu                                      | Posta Victor         | Ching Szíu-tung (Ching Siu-tung)                               | alternatív cím The Kingdom and a Beauty                                                                                               |
| 2008 | Ip Man – A becsület útján Ip Man - 葉問                                        | Jíp Man (Yip Man)                                 | Háda János           | Wilson Yip                                                     | |
| 2008 | Painted Skin - 畫皮                                                            | Pang Jung (Pang Yong)                             |                      | Gordon Chan                                                    | producer |
| 2007 | Tűréshatár Flash Point - 導火綫                                                | Ma Jun felügyelő                                  | Dányi Krisztián      | Wilson Yip                                                     | alternatív cím Flashpoint alternatív cím City Without Mercy producer, akciókorográfus                                                 |
| 2006 | Dragon Tiger Gate - 龍虎門                                                     | Wong Xiao-Long aka Dragon Wong                    |                      | Wilson Yip                                                     | executive producer, akciókoreográfus                                                                                                  |
| 2006 | 001 – Az első bevetés Stormbreaker                                             | –                                                 | –                    | Geoffrey Sax                                                   | akciórendező |
| 2005 | A hét kard legendája Seven Swords - 七劍                                       | Csu Csao-nan (Chu Zhaonan)                        | Dányi Krisztián      | Tsui Hark                                                      | |
| 2005 | SPL: A bosszúhadjárat SPL: Sha Po Lang - 殺破狼                                | Ma Kwan felügyelő                                 | Láng Balázs          | Wilson Yip                                                     | alternatív cím Kill Zone (US) akciórendező                                                                                            |
| 2004 | Love on the Rocks - 戀情告急                                                   | Victor Tsui                                       |                      | Dante Lam                                                      | |
| 2004 | Protege de la Rose Noire - 見習黑玫瑰                                          | –                                                 | –                    | Vóng Can-can (Chun-Chun Wong), Donnie Yen                      | alternatív cím Black Rose Academy társrendező, akciórendező                                                                           |
| 2004 | Jackie Chan: Ikerhatás 2. The Twins Effect II - 千機變II花都大戰               | Lone tábornok                                     | Dányi Krisztián      | Corey Yuen, Patrick Leung                                      | alternatív cím Huadu Chronicles: The Blade of the Rose                                                                                |
| 2003 | Jackie Chan: Ikerhatás The Twins Effect - 千機變                               | –                                                 | –                    | Dante Lam, Donnie Yen                                          | alternatív cím Vampire Effect társrendező, akciórendező                                                                               |
| 2003 | Londoni csapás Shanghai Knights                                                | Wu Chow                                           | Vári Attila          | David Dobkin                                                   | |
| 2002 | Penge 2. Blade II                                                              | Hóember                                           | Nem szólal meg       | Guillermo del Toro                                             | harckoreográfus |
| 2002 | Hős HeroI - 英雄                                                               | Égbolt                                            | Láng Balázs          | Csang Ji-mou (Zhang Yimou)                                     | |
| 2001 | The Princess Blade - 修羅雪姫                                                  | –                                                 | –                    | Szató Sinszuke                                                 | alternatív cím Shurayuki Hime harckoreográfus                                                                                         |
| 2000 | Hegylakó 4. – A játszma vége Highlander: Endgame                               | Jin Ke                                            | Holl Nándor          | Doug Aarniokoski                                               | harckoreográfus |
| 1999 | Moonlight Express - 星月童話                                                   | –                                                 | –                    | Daniel Lee                                                     | akciórendező |
| 1999 | City of Darkness - 黑色城市                                                    | Ozone                                             |                      | Lin Van-csang (Lin Wan-Chang), Tin Hung Yiu                    | alternatív cím Black City |
| 1998 | Shanghai Affairs - 新唐山大兄                                                  | Tong Shan                                         |                      | Donnie Yen                                                     | rendező, akciórendező |
| 1998 | Ballistic Kiss - 殺殺人、跳跳舞                                                | Cat                                               |                      | Donnie Yen                                                     | alternatív cím Kill a Little, Dance a Little rendező, koreográfus, producer                                                           |
| 1997 | Legend of the Wolf - 戰狼傳說                                                  | Fung Man Hin                                      |                      | Donnie Yen                                                     | alternatív cím The New Big Boss rendező, producer, akciórendező, forgatókönyvíró                                                      |
| 1997 | Feszültségben High Voltage - 亞洲警察之高壓線                                  | Chiang Ho-Wa                                      |                      | Isaac Florentine                                               | alternatív cím Asian Cops - High Voltage akciórendező                                                                                 |
| 1997 | Black Rose 2 - 黑玫瑰義結金蘭                                                  | harcművészeti iskola vezetője                     |                      | Jeffrey Lau, Corey Yuen                                        | alternatív cím The Black Rose alternatív cím 97 Legendary La Rose Noire                                                               |
| 1996 | Satan Returns - 666魔鬼復活                                                    | Nam                                               |                      | Lam vaj-lön (Lam Wai-lun)                                      | alternatív cím Satan's Return alternatív cím Shaolin vs. The Devil's Omen akciórendező                                                |
| 1995 | The Saint of Gamblers - 賭聖2街頭賭聖                                          | Lone Seven                                        |                      | Vóng Cing (Wong Jing)                                          | Cameoszerep |
| 1995 | Vasmajom 2. Iron Monkey 2 - 街頭殺手                                           | Vasmajom                                          |                      | Csao Lu-csiang (Zhao Lu-jiang)                                 | |
| 1994 | Wing Chun - 詠春                                                               | Jűn Vó-pheng                                      |                      | Jűn Vó-pheng                                                   | alternatív cím The Beautiful Secret Agent akciórendező                                                                                |
| 1994 | Circus Kid - 馬戲小子                                                          | Danton Lee                                        |                      | Vu Ma (Wu Ma)                                                  | alternatív cím Circus Kids |
| 1993 | Vasmajom Iron Monkey - 少年黃飛鴻之鐵馬騮                                      | Wong Kei-Ying                                     | Kovács Lehel         | Jűn Vó-pheng                                                   | alternatív cím Iron Monkey: The Young Wong Fei Hung                                                                                   |
| 1993 | Butterfly and Sword - 新流星蝴蝶劍                                             | Yip Cheung                                        |                      | Michael Mak                                                    | alternatív cím Comet, Butterfly, and Sword                                                                                            |
| 1993 | Hero Among Heroes - 蘇乞兒                                                     | So Chan                                           |                      | Jűn Vó-pheng, Chan Chín-chung (Chan Chin-chung)                | alternatív cím The Red Dragon alternatív cím Beggar So                                                                                |
| 1992 | Kínai történet 2. Once Upon a Time in China II - 黃飛鴻之二男兒當自強          | Lan parancsnok                                    | Holl Nándor          | Tsui Hark                                                      | |
| 1992 | New Dragon Gate Inn - 新龍門客棧                                               | Eunuch Tsao                                       |                      | Raymond Lee                                                    | alternatív cím Dragon Inn |
| 1992 | Cheetah on Fire - 獵豹行動                                                     | Ronnie / Roano                                    |                      | Thomas Yip                                                     | alternatív cím Dragon Inn |
| 1991 | Holy Virgin vs. the Evil Dead - 魔唇劫                                         | Shiang Chin-Fei                                   |                      | Lou Cön-kuk (Chin-Ku Lu)                                       | |
| 1991 | Crystal Hunt - 怒火威龍                                                        | Leung / Brett Chan                                |                      | Chüö Há (徐虾, Hsia Hsu)                                       | |
| 1990 | Tiger Cage 2 - 洗黑錢                                                          | Dragon Yau                                        |                      | Jűn Vó-pheng                                                   | akciórendező |
| 1989 | In the Line of Duty 4: Witness - 皇家師姐IV直擊證人                            | Donnie Yan kapitány                               |                      | Jűn Vó-pheng                                                   | alternatív cím In the Line of Duty alternatív cím In the Line of Duty IV: Witness alternatív cím Yes, Madam 4                         |
| 1988 | Tiger Cage - 特警屠龍                                                          | Terry                                             |                      | Jűn Vó-pheng                                                   | akciórendező |
| 1985 | Mismatched Couples - 情逢敵手                                                  | Eddie                                             |                      | Jűn Vó-pheng                                                   | alternatív cím The Mismatched Couple                                                                                                  |
| 1984 | Drunken Tai Chi - 笑太極                                                       | Ching Do                                          |                      | Jűn Vó-pheng                                                   | alternatív cím: Drunken Tai Chi Master                                                                                                |
| 1983 | Shaolin Drunkard - 天師撞邪                                                    | kaszkadőr                                         |                      | Jűn Vó-pheng                                                   | alternatív cím: Miracle Fighters 2 |

## Televíziós sorozatok
| Év   | Film                                       | Eredeti cím                       | Szerep               | Csatorna | Megjegyzés                                             |
| ---- | ------------------------------------------ | --------------------------------- | -------------------- | -------- | ------------------------------------------------------ |
| 1987 | The Last Conflict                          | 刑警本色                          | Dick Kwan            | TVB      |                                                        |
| 1988 | Mó Min Kap Szín Fung (Mo Min Kap Sin Fung) | 無冕急先鋒                        | Tse Kwok Tung        | TVB      |                                                        |
| 1989 | Flying Tiger SWAT Team                     | 飛虎群英                          | Cheung Ho Nam        | TVB      |                                                        |
| 1991 | A New Life                                 | 命運迷宮                          | Jun                  | TVB      |                                                        |
| 1991 | Crime File                                 | 幹探群英                          | "Dan" aka "Bomb"     | TVB      |                                                        |
| 1994 | The Kung Fu Master                         | 洪熙官                            | Hung Hei-Gun         | ATV      | akciórendező                                           |
| 1995 | Fist of Fury                               | 精武門 Csing Vu Men (Jing Wu Men) | Csen Csün (Chen Jun) | ATV      | akciórendező                                           |
| 1999 | Codename: The Puma                         | La Puma - Kämpfer mit Herz        |                      | RTL      | társrendező, akciórendező                              |
| 2001 | Fist of Fury: Sworn Revenge                | 精武門 Csing Vu Men (Jing Wu Men) | Csen Csün (Chen Jun) | ATV      | alternatív cím: Fist of Fury - The Sequel akciórendező |